# Каро Родригес, Хосе Мария
Хосе Мария Каро Родригес (исп. José María Caro Rodríguez; 23 июня 1866, Сан-Антонио-де-Петрел, Пичилему, Чили — 4 декабря 1958, Сантьяго, Чили) — первый чилийский кардинал. Титулярный епископ Миласы с 5 января 1912 по 14 декабря 1925. Епископ Ла-Серены с 14 декабря 1925 по 20 мая 1939. Архиепископ Ла-Серены с 20 мая по 28 августа 1939. Архиепископ Сантьяго с 28 августа 1939 по 4 декабря 1958. Кардинал-священник с 18 февраля 1946, с титулярной диаконией pro illa vice Санта-Мария-делла-Скала с 18 мая 1946.